# Ічеснер-Атаєво
Ічесне́р-Ата́єво (рос. Ичеснер-Атаево, чув. Ичеснер Атайкасси) — присілок у складі Урмарського району Чувашії, Росія. Входить до складу Шоркістринського сільського поселення.
Населення — 81 особа (2010; 86 у 2002).
Національний склад:
- чуваші — 100 %